# Isabel da Áustria (1501–1526)
Isabel (Bruxelas, 18 de julho de 1501 – Gante, 19 de janeiro de 1526) foi Rainha Consorte da Dinamarca e da Noruega de 1515 até 1523 e também da Suécia entre 1520 e 1521, como esposa do rei Cristiano II. Ela também serviu brevemente como regente da Dinamarca no ano de 1520. Era filha do rei Filipe I e da rainha Joana de Castela, sendo irmã do rei Carlos I de Espanha e das rainhas de Portugal, Leonor e Catarina da Áustria.

## Biografia
A 11 de julho de 1514 (uma semana antes de atingir os 13 anos de idade) Isabel casou por procuração com o rei Cristiano II da Dinamarca, sendo o noivo representado na cerimónia pelo Imperador Maximiliano I, padrinho da noiva.
Ela permaneceu nos Países Baixos e diz-se que se teria apaixonado pelo marido quando viu um quadro que o retratava tendo, então, pedido para ser levada para a Dinamarca. Um ano depois da cerimónia, o Arcebispo de Nidaros foi enviado para acompanhá-la até Copenhaga. O casamento foi ratificado a 12 de agosto de 1515, quando ela tinha 14 anos.

## Descendência
Deste casamento nasceram 6 crianças, dois dos quais foram gêmeos:
- João, Príncipe da Dinamarca (21 de fevereiro de 1518 - 11 de agosto de 1532), morreu jovem;
- Filipe Fernando (4 de julho de 1519 - 1520), morreu na infância;
- Maximiliano (4 de julho de 1519 - 1519), gêmeo de Filipe, morreu na infância;
- Doroteia (10 de novembro de 1520 - 31 de maio de 1580), casou em 1535 com Frederico II, Eleitor Palatino, sem descendência;
- Cristina (novembro de 1521 - 10 de dezembro de 1590), casou em 1533 com Francisco II Sforza, Duque de Migão, sem descendência; casou em segundas núpcias, em 1541, com Francisco I da Lorena, Duque da Lorena, com descendência;
- Filho natimorto (janeiro de 1523)